# Viscount Craigavon

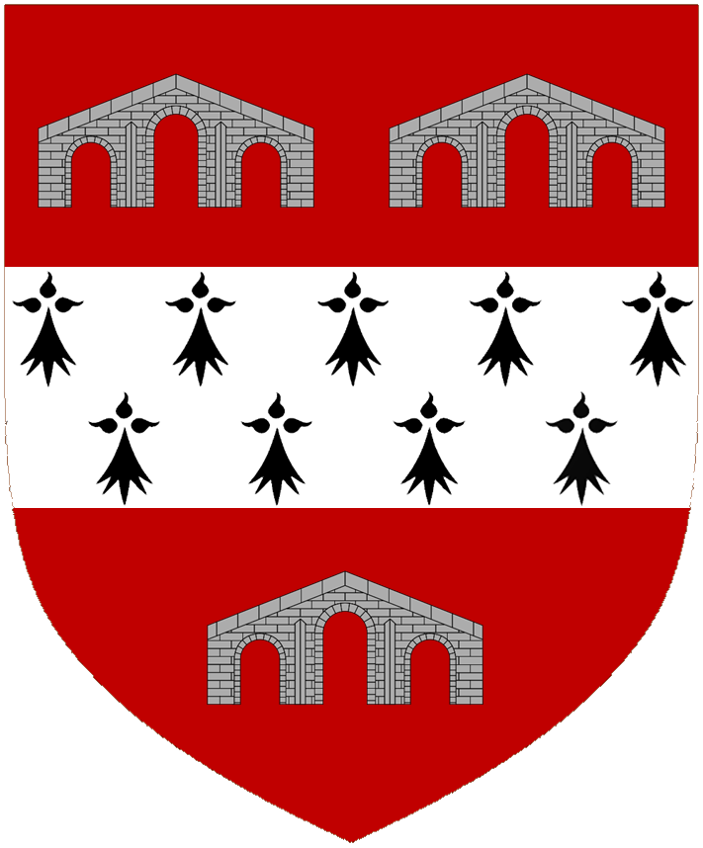
Wappen der Viscounts Craigavon

Viscount Craigavon, of Stormont in the County of Down, war ein erblicher britischer Adelstitel in der Peerage of the United Kingdom. 

## Verleihung und nachgeordnete Titel
Der Titel wurde am 20. Januar 1927 für Sir James Craig, 1. Baronet, geschaffen. Dieser war der erste Premierminister von Nordirland und Vorsitzender der Ulster Unionist Party.
Bereits am 5. Februar 1918 war dem ersten Viscount in der Baronetage of the United Kingdom der fortan nachgeordnete Titel Baronet, of Stormont in the County of Down, verliehen worden.
Die Titel erloschen am 31. März 2025, als sein Enkel, der 3. Viscount, unverheiratet und kinderlos starb.

## Liste der Viscounts Craigavon (1927)
- James Craig, 1. Viscount Craigavon (1871–1940)
- James Craig, 2. Viscount Craigavon (1906–1974)
- Janric Craig, 3. Viscount Craigavon (1944–2025)